# Olimpíada de xadrez de 1976
A Olimpíada de xadrez de 1976 foi a 22.ª edição da Olimpíada de Xadrez organizada pela FIDE, realizada em Haifa entre os dias 26 de outubro e 10 de novembro. A equipe dos Estados Unidos (Robert Byrne, Lubomir Kavalek, Larry Evans, James Tarjan, William Lombardy e Kim Commons) venceu a competição quebrando a hegemonia soviética de doze medalhas consecutivas, seguidos da Holanda (Jan Timman, Gennadi Sosonko, Jan Donner, Hans Ree, Gert Ligterink e Franciscus Kuijpers) e da Inglaterra (Anthony Miles, Raymond Keene, William Hartston, Michael Stean, Andrew Mestel e John Nunn). A sétima edição da Olimpíada de xadrez para mulheres foi realizada em conjunto. A equipe da Israel (Alla Kushnir, Luba Kristol, Olga Podrazhanskaya, Lea Nudelman) conquistou a medalha de ouro, seguidos da Inglaterra (Jana Hartston, Sheila Jackson, Elaine Pritchard e Susan Caldwell) e Espanha (Pepita Ferrer, Nieves Vicente, Maria del Pino Padrón e Teresa Canela).

## Quadro de medalhas

### Masculino
| Tabuleiro | Ouro                | Prata                            | Bronze                                                     |
| 1.º       | NED Jan Timman      | IVB William Hook                 | ENG Anthony Miles CAN Peter Biyiasas                       |
| 2.º       | NED Gennadi Sosonko | ITA Bela Tóth                    | ENG Raymond Keene                                          |
| 3.º       | DOM Marcelo Carrión | ARG Miguel Quinteros             | USA Larry Evans NZL Vernon Small                           |
| 4.º       | ENG Micheal Stean   | WLS John Cooper SUI Andreas Huss |                                                            |
| 1.º res   | COL Boris De Greiff | USA William Lombardy             | SWE Magnus Wahlbom NED Gert Ligterink LUX Georges Philippe |
| 2.º res   | USA Kim Commons     | IRL Paul Delaney                 | NED Franciscus Kuijpers ARG Luis Marcos Bronstein          |

### Feminino
| Tabuleiro | Ouro                 | Prata                     | Bronze                            |
| 1.º       | ISR Alla Kushnir     | ENG Jana Hartston         | CAN Smilja Vujosevic              |
| 2.º       | CAN Nava Shterenberg | ESP Nieves García Vicente | SUI Vanda Veprek ISR Luba Kristol |
| 3.º       | JPN Hyroko Maeda     | ARG Matilde Cazón         | SUI Carla Wettstein               |
| res       | ISR Lea Nudelman     | NED Ada Van der Giessen   | USA Ruth Orton                    |